# Aldebaran (okręt)
„Aldebaran” – nazwa noszona na przestrzeni dziejów przez okręty różnych państw:
- „Aldebaran” – włoski torpedowiec typu Aldebaran z lat 80. XIX wieku, od 1886 roku nosił oznaczenie 26T[1]
- „Aldebaran” – holenderski okręt patrolowy z początku XX wieku[2][3]
- „Aldebaran”(inne języki) – włoski torpedowiec typu Spica z okresu międzywojennego i II wojny światowej[4]
- „Aldebaran” (F590)(inne języki) – włoski niszczyciel eskortowy typu Cannon, ex-amerykański USS „Thornhill” (DE-195) z okresu II wojny światowej, zakupiony w 1951 roku i przeklasyfikowany na fregatę w 1957 roku[5]
- „Aldebaran” – niemiecki kuter trałowy typu R-41 z okresu II wojny światowej[6][7]
- „Aldebaran” – niezbudowany niemiecki ścigacz okrętów podwodnych typu Este z okresu II wojny światowej[8]
- „Aldebaran” (T107)(inne języki) – szwedzki kuter torpedowy typu Plejad(inne języki) z lat 50. XX wieku[9]